# Distrikt Majes
Der Distrikt Majes liegt in der Provinz Caylloma in der Region Arequipa in Südwest-Peru.
Der Distrikt entstand am 21. Dezember 1999 aus Teilen des Distrikts Lluta. Der 1625,8 km² große Distrikt hatte beim Zensus 2017 60.108 Einwohner. 10 Jahre zuvor lag die Einwohnerzahl bei 39.445. Verwaltungssitz ist die 1410 m hoch gelegene Stadt El Pedregal. Im Umkreis von El Pedregal wird bewässerte Landwirtschaft betrieben. Die Nationalstraße 1S (Panamericana) durchquert den Distrikt in nordöstlicher Richtung.

## Geographische Lage
Der Distrikt Majes liegt 70 km westlich der Regionshauptstadt Arequipa im Südwesten der Provinz Caylloma. Er hat eine Längsausdehnung in SSW-NNO-Richtung von 70 km sowie eine Breite von 28 km. Der Distrikt erstreckt sich über die wüstenhafte Küstenebene in Südwest-Peru und reicht bis auf 10 km an die Pazifikküste heran. Der Distrikt liegt zwischen den Flussläufen von Río Majes im Westen und Río Siguas, rechter Nebenfluss des Río Quilca, im Osten. Im äußersten Nordnordosten erheben sich die Berge der peruanischen Westkordillere. Der Distrikt Majes grenzt im Nordosten an den Distrikt Lluta, im Südosten an die Distrikte Santa Isabel de Siguas und San Juan de Siguas (beide in der Provinz Arequipa), im Süden an die Distrikte Quilca und Samuel Pastor (beide in der Provinz Camaná), im Nordwesten an den Distrikt Nicolás de Piérola (ebenfalls in der Provinz Camaná) sowie die Distrikte Uraca und Huancarqui (beide in der Provinz Castilla).